# James Wolfensohn

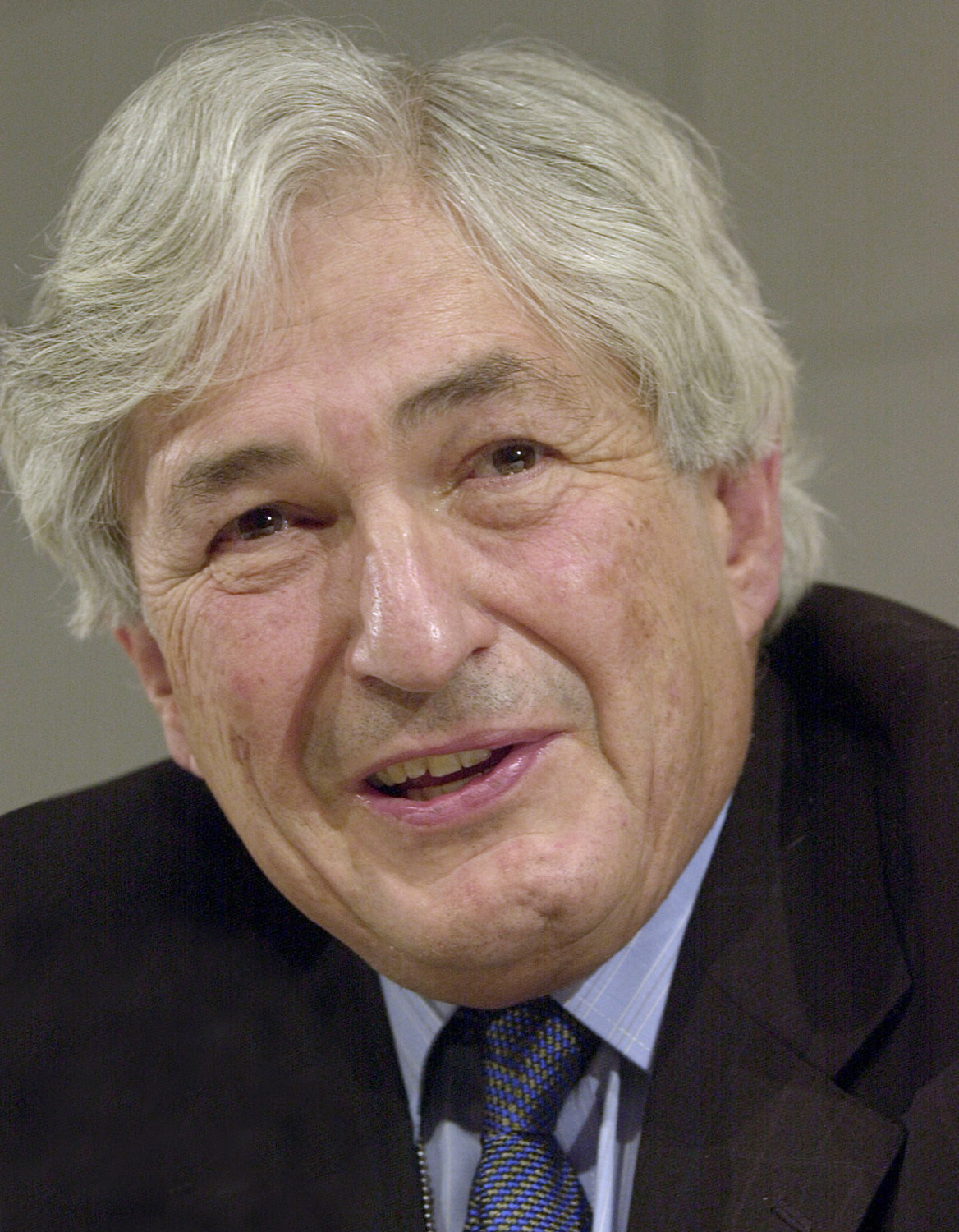
James Wolfensohn (2003)

James Wolfensohn (Sydney, 1 december 1933 – New York, 24 november 2020) was een Amerikaans bankier en topfunctionaris.
Wolfensohn was de president van de Wereldbank van 1995 tot 2005. In dat jaar werd hij opgevolgd door Paul Wolfowitz. Wolfensohns eerste initiatieven als voorzitter van de Wereldbank betroffen een totale koerswijziging met het traditionele beleid van de Wereldbank, dat werkte met SAP's (Structurele aanpassingsprogramma's). Deze top-down aanpak voldeed in de praktijk namelijk niet: de resultaten vielen enorm tegen. Zo moest Mexico, een van de meest voorbeeldige landen met betrekking tot het volgen van het SAP, extra hulp vragen aan de Wereldbank omdat het het hoofd niet boven water kon houden, terwijl de Oost-Aziatische landen, die de voorschriften van de SAP's niet volgden, het wel steeds beter deden.
Wolfensohn overleed in 2020 op 86-jarige leeftijd.